# Однорог
Одноро́г (укр. Одноріг) — село, входит в Белоцерковский район Киевской области Украины. Соседствующие села: Поправка, Черкас.
Население по переписи 2001 года составляло 175 человек. Почтовый индекс — 09181. Телефонный код — 4563. Занимает площадь 7 км². Код КОАТУУ — 3220485302.

## Местный совет
09181, Киевская обл., Белоцеркевский р-н, с. Поправка, ул. Шевченко, 2; тел. 2-83-43.